# نفق الشجرة

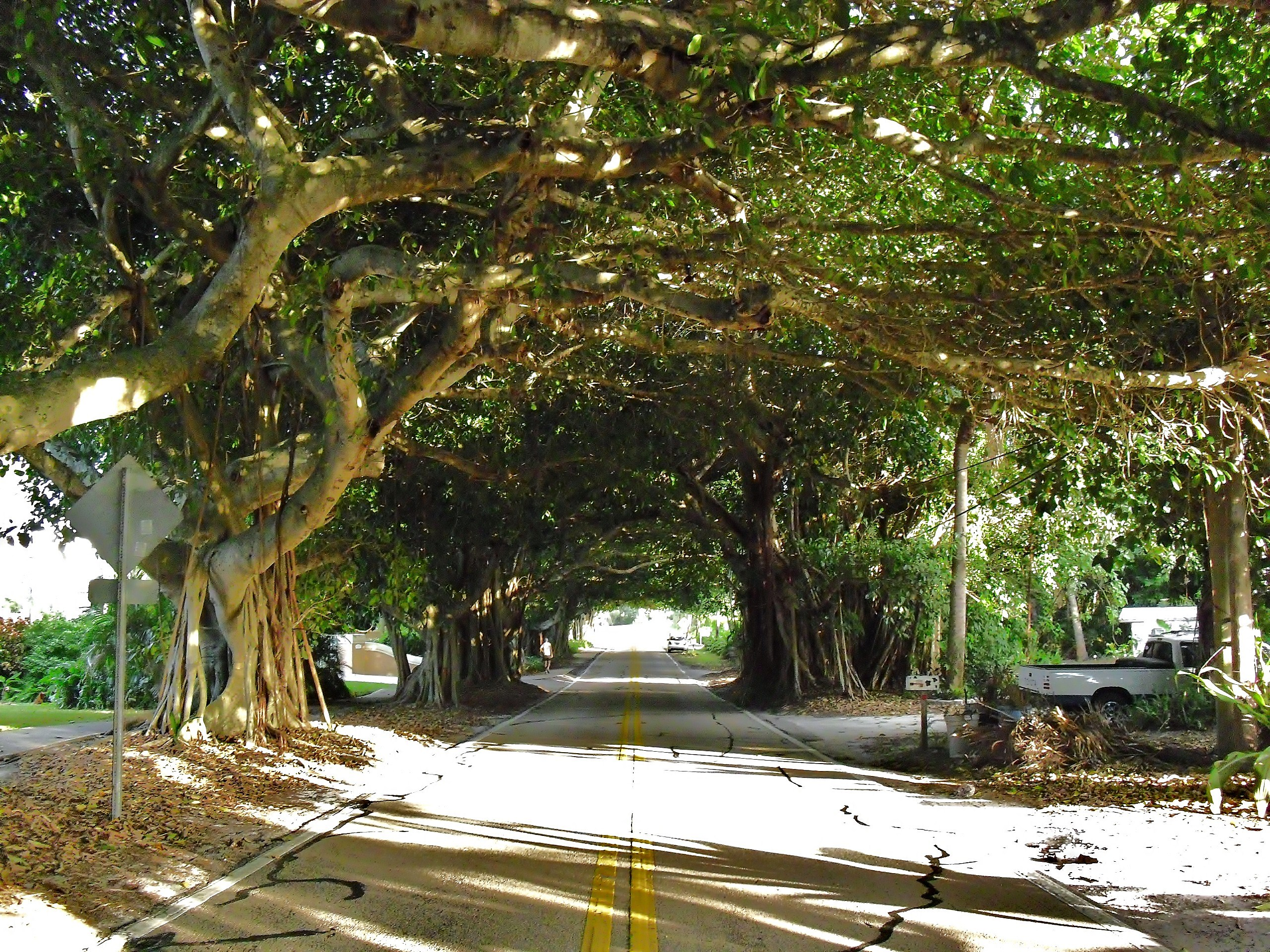
طريق مُشجر مثالي في كورال غيبلز، فلوريدا.

نفق الشجرة (بالإنجليزية: Tree tunnel)‏ هوَ طريق أو ممر أو سَبيل تكون فيه الأشجار موجودة على جانب الطريق، وتظهر هذه الأشجار على شكل مظلة مستمرة على طول الطريق تقريباً، مما يمنحها شكل النَفق.
من المُمكن إنشاء مثل هذا النفق في الطرق المشجرة أو في البيئات الريفية حيث تكون الأشجار موزعة بشكل عشوائي على جوانب الطريق، وهذا النفق يُضيف جمالاً على المنطقة الموجود فيها.
قد قام الفنان البريطاني ديفيد هوكني برسم أنفاق الشجر واستعمالها كموضوع رئيسي في رسوماته، وقد استعملها على وجه التخصيص في معرض أعماله في 2012 في الأكاديمية الملكية للفنون في لندن، وقد استخدم فنان المناظر الطبيعية نيك سكلي أنفاق الشجر كموضوع رئيسي في أعماله أيضاً.

## المعرض

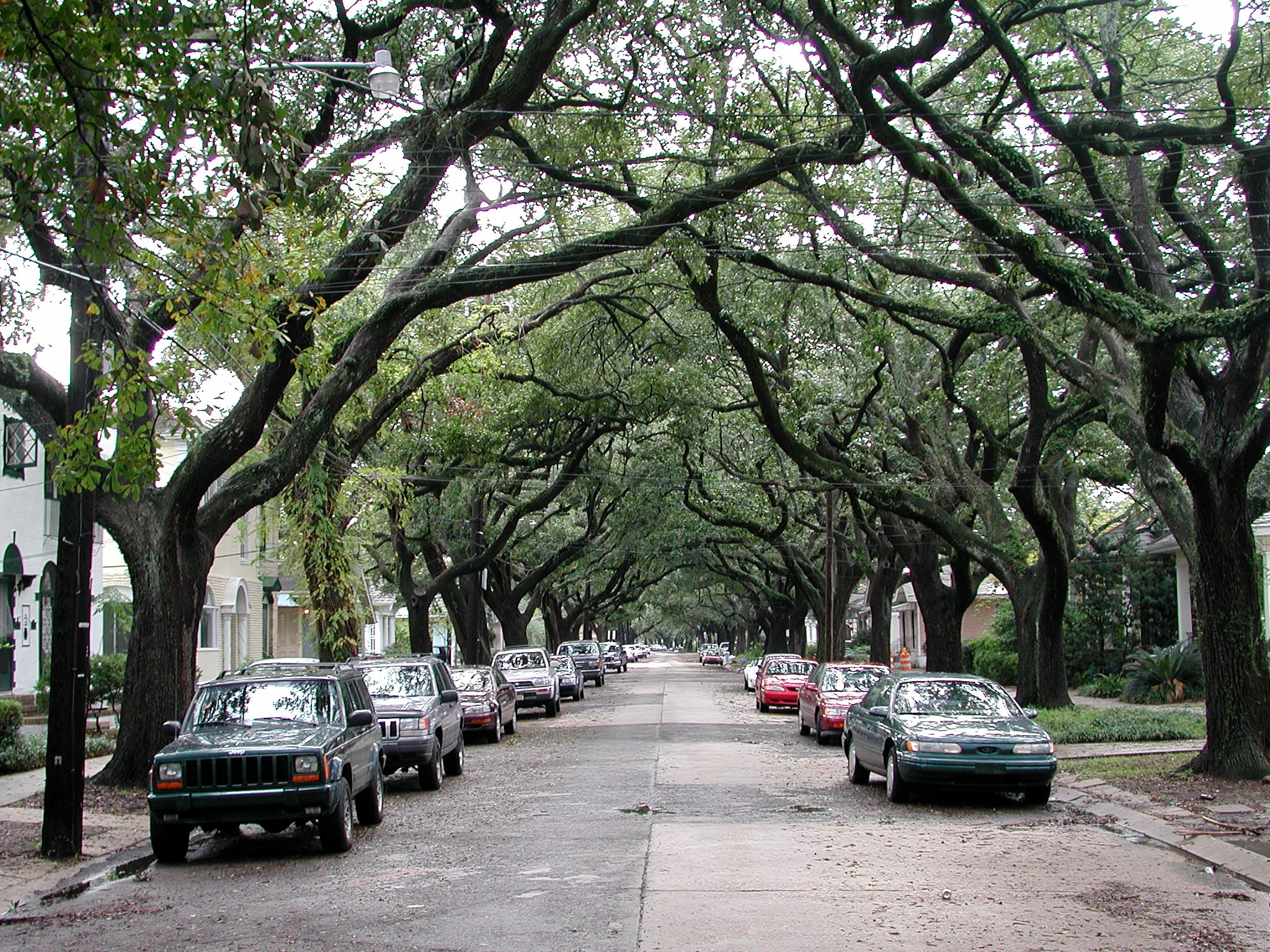
طريق مُشجر في نيو أورلينز في نوفمبر عام 2000.
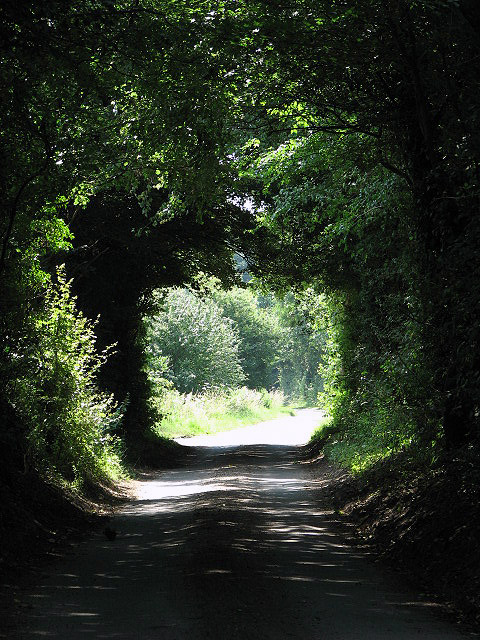
نفق شجري ريفي في نورفك في المملكة المتحدة.
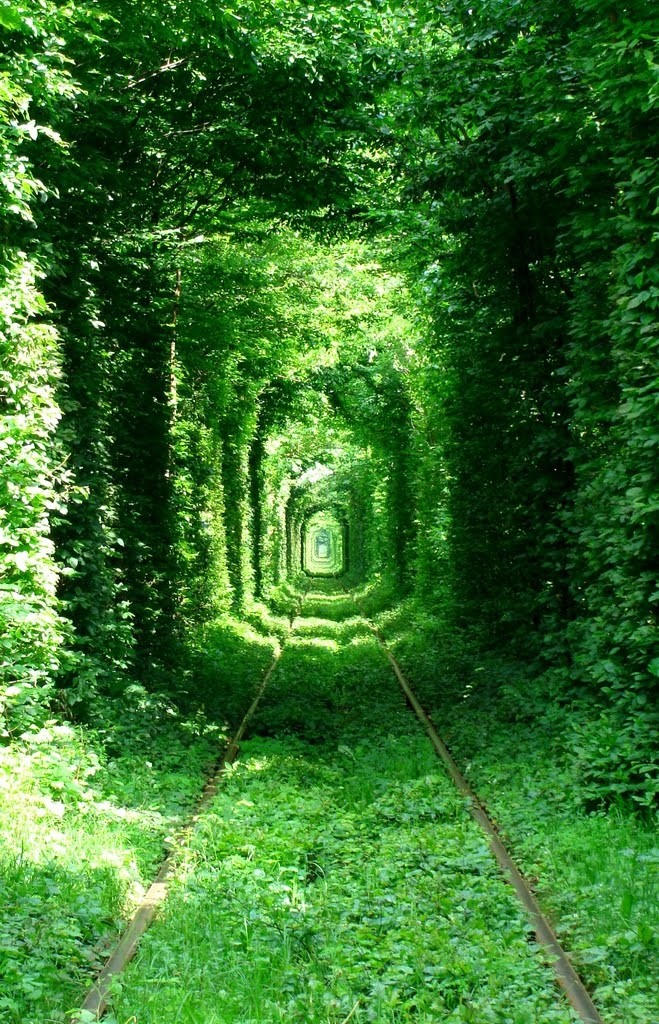
نفق الحب في كليفان في أوكرانيا